# 14.º distrito local de Baja California
El 14.º distrito electoral local de Baja California es uno de los 17 distritos electorales en los que se encuentra dividido el territorio del estado de Baja California. Actualmente, su cabecera es Tijuana.
Desde el proceso de redistritación de 2015, el distrito será trasladado a la zona este-sur de Tijuana, es decir, parte de la delegación municipal Sánchez Taboada, La Mesa y La Presa Este.

## Distritaciones anteriores

### Distritación 1986
En 1986, se crea el 14.º distrito local para las elecciones de ese año. El distrito correspondía al municipio de Ensenada.

## Diputados electos
| Municipio | Legislatura | Diputado                       | Partido |
| --------- | ----------- | ------------------------------ | ------- |
| Ensenada  | XII         | Ernesto Pedrín Márquez         |         |
| Ensenada  | XIII        | René Eugenio Núñez y Figueroa  |         |
| Ensenada  | XIV         | César Mancillas Hernández      |         |
| Ensenada  | XV          | Enrique José Echegaray Ledezma |         |
| Ensenada  | XVI         | Alejandro Pedrín Márquez       |         |
| Ensenada  | XVII        | Arturo Alvarado González       |         |
| Ensenada  | XVIII       | Iván Alonso Barbosa Ochoa      |         |
| Ensenada  | XIX         | Gilberto Antonio Hirata Chico  |         |
| Ensenada  | XX          | Julio Felipe García Muñoz      |         |
| Ensenada  | XXI         | Armando Reyes Ledesma          |         |
| Ensenada  | XXII        | Claudia Josefina Agatón Muñíz  |         |
| Tijuana   | XXIII       | Araceli Geraldo Nuñez          |         |
| Tijuana   | XXIV        | Araceli Geraldo Nuñez          |         |
| Tijuana   | XXV         | Araceli Geraldo Nuñez          |         |